# Dis à ton fils
Dis à ton fils est une chanson composée et écrite par Boris Bergman, interprétée par Maurice Dulac et Marianne Mille en 1970, la musique est une reprise de "Quiaqueñita", chanson du folklore populaire Argentin.